# Des journées entières dans les arbres (film)
Pour la pièce de théâtre, voir Des journées entières dans les arbres.
Pour plus de détails, voir Fiche technique et Distribution.
Des journées entières dans les arbres est un film français de Marguerite Duras, sorti en 1977, adaptation de sa pièce de théâtre, Des journées entières dans les arbres publiée en 1966 et adaptée de sa nouvelle éponyme de 1954. 
Le film a obtenu le prix Jean-Cocteau.

## Synopsis
Une vieille dame, installée aux colonies, vient à Paris rendre visite à son fils, un homme de cinquante ans, qu'elle n'a pas vu depuis dix ans. Le fils, séducteur, vit une existence peu fortunée de danseur mondain, en compagnie de Marcelle, une jeune femme charmante et peu difficile. La mère rêve d'aider le fils à sortir de sa situation précaire, mais lui choisit plutôt d'emprunter les bijoux de la veille dame pour aller jouer au casino.

## Fiche technique
- Titre : Des journées entières dans les arbres
- Réalisation : Marguerite Duras
- Scénario : Marguerite Duras
- Musique originale : Carlos d'Alessio
- Image : Néstor Almendros
- Montage : Michel Latouche
- Assistant réalisateur : Robert Pansard-Besson
- Production : Patrice Ledoux
- Sociétés de production : SFP Cinéma, Antenne 2
- Pays de production :  France
- Format : couleur - 1,37:1 - Mono - 35 mm
- Genre : comédie dramatique
- Durée : 95 minutes
- Date de sortie : France - 9 février 1977

## Distribution
- Madeleine Renaud : la mère
- Bulle Ogier : Marcelle
- Jean-Pierre Aumont : le fils
- Yves Gasc : le barman

## Autour du film
« Aux côtés de Madeleine Renaud, bouleversante dans un rôle qu'elle a vécu pendant des mois, Jean-Pierre Aumont fait parfaitement ressentir le vertige de l'échec que masque la fausse désinvolture, tandis que Bulle Ogier, tout instinct, toute spontanéité, enrichit le personnage de Marcelle. »

— Jean de Baroncelli, Le Monde

## DVD et Blu-Ray
Des journées entières dans les arbres a été édité en DVD par l'INA en 2014.